# 匿名ラジオ
『匿名ラジオ』（とくめいらじお）は、2016年6月23日から毎週木曜日にYouTube・オモコロで配信されているインターネットラジオ番組。オモコロライターであるARuFa、ダ・ヴィンチ・恐山がパーソナリティを務める。

## 概要
オモコロライターであり、バーグハンバーグバーグ社員でもあるARuFaとダ・ヴィンチ・恐山の2人がパーソナリティを務めるインターネットラジオ番組。編集は全てARuFaが行っている。
基本はパーソナリティ2人の考えた企画に沿ってトークをするスタイルであり、架空の話をすることが多く、ラジオの構成そのものに架空の要素が含まれていることすらある。視聴者からのお便りは滅多に読まない。
YouTubeとオモコロ内で配信されており、YouTube版の方では話題に合わせて画像が表示される。オモコロ版のラジオページには街中で見つけたおかしな物や恐山の食事などの画像が添付されている。
番組公式のTwitterアカウントがあるが、番組の放送告知すらしていない。
ジングルには声優の音枝優日のボイスが使用されており、イベント「ワイワイはっぴぃトークショー」では音枝がアナウンスを務めた。

## エピソード
以前はARuFaの家で収録をしていたが、家が工事により倒壊。引っ越し先の家で収録をするようになるが、こちらの家でも工事が始まり、騒音により収録が不可に。代わりに区民ホールのスペースを借りて収録をするが、スペースがあまりにも広く、声が響いてしまうため断念。旧バーグハンバーグバーグ社内の劣悪な環境の倉庫にて収録が行われてきたが、バーグハンバーグバーグが移転し社内に防音室が設置されたため、比較的良い環境での収録が可能となった。
恐山は自分の声を聴くことを嫌っているため、自分の出ている回の匿名ラジオを聴かない。
番組誕生のきっかけは、オモコロライターのタケとerror403とARuFaで飲み会をしていたときに、恐山を呼び、その流れでARuFaの家に恐山が泊まった際に「ラジオをやろう」と誘ったことがきっかけ。当初、恐山は断っていたが、ARuFaが誘い続け、ラジオをやることになった。
タイトルの候補として、「バグマダム」や放送禁止用語のみが使われているタイトルなどがあった。
松田るかや河村拓哉、星野源らが匿名ラジオリスナーであることを明かしている。中でも星野とは2024年にメンバーシップサイト「YELLOW MAGAZINE +」内の企画で鼎談を行っている。その際、ARuFaは星野に「太巻きのトンファー」をプレゼントした。

## リスナー参加の企画
ふつおたのコーナー
番組初期からお便りフォームにてふつうのおたより(ふつおた)を常時募集しており、募集したお便りを読んでいくコーナー。#24、#56、#87にてコーナーが行われた。専用のコーナー以外にふつおたが読まれることもあり、#146「とにかく『考察』をして1つの真実にたどり着きた～い！！」は「魔物」というラジオネームで送られてきた「うんこ二百枚　どうする？」というお便りを考察するという内容だった。
ウソの面白い話
#03にて募集。#05、#12にて開催。リスナーから募集するようなコーナーが無いということから周りに友達もいない、何の出来事も起きない、つまらない人生を送っている人でも参加できるものとして考え出された企画。
おわりスイッチ
#04にて募集。#07、#12、#36にて開催。実行したら人生が終わるのでやってはいないが、心の中では考えたことのある悪いこと「おわりスイッチ」を募集するコーナー。第2回(完結編)ではペンネーム「ヒムノス」さんの「出来立ての鍋に唾を吐く」が優勝。積み上げた物を壊したいという欲望を満たすことのできるジェンガが賞品として贈呈された。
対・ジジイユーモア大賞
#15にて募集。#17にて開催。ARuFaが近所の八百屋のおじいちゃんが「お釣りね！」とメロンを渡してきたユーモアに乗ったにもかかわらず、おじいちゃんに無視されたという苦い経験から生まれた企画。久しぶりに会った親戚のお爺さんからの「なんだお前、結婚の予定は無いのか。じゃあ結婚式より、俺の葬式の方が早いかもしれないな！」というセリフに対する100点の返答を募集するコーナー。結果は2位(優秀賞)が「海賊パスタ」さんの「じゃあご祝儀だけもらっていいですか？」で1位(最優秀賞)が「ハット」さんの「そういう事言う人ほどしぶといんですから～」となった。優勝賞品としてARuFaが買って使わなくなったワンダーコアが贈呈された。
ヤバリーマン川柳
#16にて募集。#21にて開催。ヤバいサラリーマンが詠んだサラリーマン川柳「ヤバリーマン川柳」を募集するコーナー。優勝はペンネーム「小鳥遊過・宗一々郎（たかなさすぎ　そういちいちろう）」さん。優勝賞品としてでっかいフライドチキンみたいな流木が贈呈された。
| ランキング | ラジオネーム       | 作品                                             |
| ---------- | ------------------ | ------------------------------------------------ |
| 第1位      | 小鳥遊過・宗一々郎 | コロッケ1（ワン） 潰して揚げる コロッケ2（ツー） |
| 第2位      | ひより             | ブラックな 弊社をレッドに 染めてやる             |
| 第3位      | 高尾               | 今日までは 指図通りに 生きてきた                 |
| 第4位      | お薬太郎           | 発注ミス 今日は何回 できるかな？                 |
| 第5位      | 森                 | ミミズかな？ ミミズじゃないよ 元は人             |
| ARuFa賞    | アブノ三谷         | 金髪は 連休明けに 剃ればいい                     |
| 恐山賞     | おかゆなめこ       | 停車駅 屍共が 目を覚ます                         |

『親友』のコーナー
#63にて募集。#66にて開催。みんなの想像する架空の「最高の友達」とのエピソードや条件を募集するコーナー。
『殺す眼』のコーナー
#83で募集。不良に絡まれた際、不良をビビらせる殺す眼をしているときの顔の写真を募集するコーナー。送られた画像はARuFaによって面白画像に加工される可能性がある。募集はしたものの、コーナーは開催されていない。
食べない食レポのコーナー
#189にて募集。演技力をフル活動させて、食ベ物を食べずに『食レポ』をした音声データを視聴者に送ってもらう企画。募集はしたものの、コーナーは開催されていない。
自分達への『偏見』をリスナーから募集して答え合わせをしてみよう！
#202にて開催。事前にTwitterで視聴者から募集したパーソナリティ2人への偏見を紹介するコーナー。イベント「ワイワイはっぴぃトークショー」でも当コーナーが行われた。

｢ 今年最後にリスナーからの質問に答えちゃお！ ｣
#235にて開催。今年最後に匿名ラジオの振り返りをする予定だったが、恐山を筆頭に特になにも覚えていなかったので、急遽リスナーから質問を募集した。

## 特殊回
#09「ARuFaが5分で洗髪するだけ」
「何かをしていないと落ち着かない」ということでARuFaが洗髪をしながら収録をした回。
#12「海の家とお便りコーナー」
海の家について語る前半パートとウソの面白い話やおわりスイッチなどのコーナーのお便りを読む後半パートの二部構成となっている。諸事情により、後半パートは会社内の個室トイレで収録された。
#52「祝一周年！忘れもしない、あの日起きた大事件を振り返ろう！」
一周年記念企画として一年間で起きた事件のベスト7を振り返っていくという設定だが、どれも実際には起こっていない出来事である。
#59「暑くて何も考えられないから、頭に浮かんだことをどんどん言おう！」
ARuFaの思いつきで炎天下の中で収録をしたが、録音されておらず、1本丸々再録音をしたため、パーソナリティ2人が自暴自棄気味になっている。
#77「ごめん！ARuFaがお腹壊しちゃった！」
前日の夜にアイスをいっぱい食べ過ぎてARuFaがお腹を壊してトイレに籠ってしまったため、トイレの前で収録をすることになった回。
#113「初の外部ゲストを呼ぼう！ バーチャルYoutuber月ノ美兎！」
初めての外部ゲストとしてバーチャルYouTuberの月ノ美兎が登場。「即答自己紹介ゲーム」などの企画が行われた。
#133「都市伝説を作って他人から語り継がれたいよ～～！！」
子供たちの記憶に残るような架空の都市伝説を作ろうという内容の回で、ARuFaが「若い男2人がずっと芸能人や誰かの実名を喋るだけの実名ラジオというネットラジオがあるらしい」という都市伝説を言ってこの回は終了する。実際にYouTube内で「劇団ひとり」や「両津勘吉」などの名前を喋るだけの「実名ラジオ」というタイトルの動画が投稿されている。
#134「パラレルワールドっていいよね～～！！」
収録中にARuFaか恐山が死亡してしまう度に、ループしてしまうという回になっている。それぞれの世界線では台詞や行動が少しずつ異なっており、パラレルワールドになっている。最終的に、匿名ラジオの初回まで時間が巻き戻り、事態が収束した。
#137「受験のときってどうやって勉強とか対策してた！？」
ラジオページの下部にボーナストラックのページへの入り口が隠されている。
#144「春だしお外で散歩しながら収録しちゃお～～！！！」
バーグハンバーグバーグのオフィスがある中目黒を散歩しながら収録をした回。途中で運悪く小雨が降ってきた。
#149「相方とスケジュールが合わないから1人で収録してもう1人が編集しちゃえ！」
ARuFaの多忙により、ARuFaが編集担当、恐山が収録担当として恐山が1人で収録をすることになった回。
#167「今からバイトを始めるなら何がしたい？」
「タナトス」という存在しないもう1人のパーソナリティが登場する。「タナトス」のいるラジオではおなじみのエピソードや「今週のタナトスのエロス」というコーナーが存在している。最終、パーソナリティが本来2人であることに気づくが、追い出されてしまったのはARuFaの方だった。
#175「久々の外部ゲストを呼ぼう！『ARuFaの弟』登場！」
#113以来の外部ゲストとしてARuFaの日記(ARuFaの個人ブログ)でも多く登場していたARuFaの弟(次男くん)が登場。ARuFaのかつてのYouTubeアカウントが削除されたことで幻の動画となった「鏡開き殺人事件」が公開された。
#187「自分たちのドッペルゲンガーに会っちゃったらどうする！？」
「自分たちのドッペルゲンガーに会っちゃったらどうする！？」という内容でパーソナリティ2人が会話をしているのだが、会話をしていたのはARuFaと恐山のドッペルゲンガー、AFuRi(アフリ)と擦山(こすれざん)であり、最終、隣の部屋で収録をしていたドッペルゲンガー同士が遭遇してしまい、AFuRiと擦山は会話していた通り、憎しみで殺害されてしまう。
#188「生放送で質問に答えたり雑談したりしてリスナーともっと仲良くなりたいよ～！」
パーソナリティ2人の多忙により、事前収録が出来なかったため、生配信が行われた。近況報告や質問コーナーなどが行われた。
#197「くだらなすぎて寝かせてた音源を大公開！『ちょうどいいダジャレを考えてみよう！』」
あまり人が言っていない丁度良いダジャレを考えるという企画。あまりにも内容がくだらなかったため、4か月寝かせていた音源だったが、パーソナリティ2人の収録日程が合わなかったため、この機に公開された。
#218「前回はごめんなさい！先週分『第217回』の反省会をしよう！」
存在しない架空の回『匿名ラジオ　第217回』について反省するという内容。YouTube上の「世界の情報をお届け!」というチャンネルで「【転載】匿名ラジオ　第217回」というタイトルの動画が投稿されており、わざわざ人の失敗を検索して嘲笑おうとしたことを戒めると共に、『第217回』が存在しないことのネタバラシになっている。
#226「恐山が旅行でいない隙に『恐山のウワサ』について同僚と話し合おう！」
恐山が3日間の旅行に行ったため、恐山のいない隙にARuFa、加藤、マンスーンの3人で恐山に関する真偽不明の噂について好き勝手に語る回。
#248「チャット」
公開日がエイプリルフールであり、何を言っても嘘だと思われるためチャット形式で収録をした回。
#268「緊急企画！ARuFaの得意料理『マイナスポトフ』の作り方」
恐山が体調不良になってしまったため、予定を変更し、ARuFaの得意料理である『マイナスポトフ』のレシピ動画が公開された。
#279「ARuFa多忙により欠席！ 同僚を調教して2代目にしよう！」
ARuFaが多忙により欠席になってしまったため、同僚のヤスミノを調教して2代目ARuFaに仕立て上げようという企画。この回のみ、ジングルの作曲や編集も恐山が行った。
#295「恐山欠席！同僚を調教して2代目にしようリベンジェンス」
恐山との予定が合わず、恐山が欠席になってしまったため、声質の似ているマンスーンを2代目恐山に仕立て上げようという企画。
#301「やばい！！録音用のレコーダーぶっ壊れた！！！！！！！！！」
録音用レコーダーが故障し、音割れが激しい状態で収録された回。
#304「外部ゲストをラジオに呼ぼう！声優・上坂すみれ！」
#175以来の外部ゲストとしてオモコロの記事や『上坂すみれのヤバい○○』などで関わりのある、声優の上坂すみれが登場。サーティワンアイスクリームの擬人化や「新しいボイスサンプルを考えよう！」などの企画では声優としての実力も見せつけた。
#328「ARuFa激務により欠席！今のうちに同僚と『CMに出る方法』を考えよう！」
ARuFaがCM出演などによる多忙で欠席。ゲストに永田、ヤスミノを呼び、ARuFaのようにCM出演できるためにはどうすれば良いのかを考える回。#279のために作曲されたジングルが再度使用されている。
#365「地下シェルターで生まれ育った俺達は『外の世界』に行ってみたい！」
生まれてから地下シェルターから出たことが無いARuFaと恐山が地上の生活を持っているわずかな情報から想像するという回。最終、ARuFaと恐山は地上に繋がる梯子があるドアが開いているのを運良く見つけ、二人で地下シェルターから脱走に成功する。
#375「サキュバスラジオ」
サキュバス先輩のARuFaとその後輩の恐山がどっちが男をより魅了できるかの勝負、通称｢サキュバトル｣をする回。

#### #433「足つぼサキュバスラジオ」
サキュバス先輩のARuFaとその後輩の恐山が「足つぼサロン　サキュバス」でどっちが男をより魅了できるかの勝負を行う。　     　　　　　　　　　　　　　　                       　2024年9月7日(土)に開催されたオンラインイベント「大改造！オモコロラジオGOGO会議！」においてARuFaがサキュバスのカー　ドを引いてしまったため二度目のサキュバス回となった。

#### #470「欠席のARuFaが置いていったトークテーマで強制ラジオをしよう！」
ARuFaが多忙のため欠席。ゲストにヤスミノを呼び、ARuFaの置いていったトークテーマでラジオをする回。

## ゲスト
バーグハンバーグバーグ社員・オモコロライター
| ゲスト         | 放送日 |
| -------------- | --- |
| 加藤亮         | #27「会社のデキる先輩を呼んで色々聞いてみよう！」 #28「面白いアイデアをたくさん考えてみよう」 #192「一番面白い寝言を言えるのは誰だ！ウソ寝言グランプリ！」 #226「恐山が旅行でいない隙に『恐山のウワサ』について同僚と話し合おう！」 |
| みくのしん     | #33「お互いに話が噛み合わない人と仲良くなろう！」 |
| マンスーン     | #41「ビジネス本の『ありがたい言葉』を学んで年収1000万になろう！」 #118「モテるために自分の『ヤバい部分』を他人から指摘してもらおう！」 #157「最もARuFaと恐山になりきれるのは誰だ！『匿名ラジオ二代目オーディション』」 #165「もっと仲良くなるために、お酒を飲んで腹を割って話そう！！」 #192「一番面白い寝言を言えるのは誰だ！ウソ寝言グランプリ！」 #226「恐山が旅行でいない隙に『恐山のウワサ』について同僚と話し合おう！」 #238「トイレから帰ってきた時にされてる『知らない会話』に素早く合流しろ！途中退席合流王！」 #260「三人寄れば文殊の知恵って言うし、三人で難題を解決しよう！」 #295「恐山欠席！同僚を調教して2代目にしようリベンジェンス」 #375「サキュバスラジオ」 #433「足つぼサキュバスラジオ」 |
| ギャラクシー   | #57「関東出身だけど、かっこいい関西弁を教えてもらおう！」 |
| 永田智         | #73「ラジオの先輩を呼んでアドバイスもらおう！」 #153「将来的に『ヤバいジジイ』には絶対なりたくないから先輩の意見を聞いてみよう！」 #157「最もARuFaと恐山になりきれるのは誰だ！『匿名ラジオ二代目オーディション』」 #181「年末だし『どのお菓子が一番強いのか』を決めよう！！」 #192「一番面白い寝言を言えるのは誰だ！ウソ寝言グランプリ！」 #328「ARuFa激務により欠席！今のうちに同僚と『CMに出る方法』を考えよう！」 #433「足つぼサキュバスラジオ」 |
| 原宿           | #73「ラジオの先輩を呼んでアドバイスもらおう！」 #153「将来的に『ヤバいジジイ』には絶対なりたくないから先輩の意見を聞いてみよう！」 #157「最もARuFaと恐山になりきれるのは誰だ！『匿名ラジオ二代目オーディション』」 #181「年末だし『どのお菓子が一番強いのか』を決めよう！！」 #375「サキュバスラジオ」 |
| モンゴルナイフ | #76「女心を知るために、恋愛クイズを出してもらおう！」 #291「ラジオの台本をAIに書かせてその通りに収録しよう！」（スカイフィッシュ役） |
| かんち         | #100「匿名ラジオ 第100回記念イベント」（イベント内で流された映像に登場・能町P役） |
| 長島健祐       | #157「最もARuFaと恐山になりきれるのは誰だ！『匿名ラジオ二代目オーディション』」 #192「一番面白い寝言を言えるのは誰だ！ウソ寝言グランプリ！」 #193「社長が占いできるらしいから『マジの占い』をしてもらって僕等の運勢を見てもらおう！」 |
| ヤスミノ       | #192「一番面白い寝言を言えるのは誰だ！ウソ寝言グランプリ！」 #279「ARuFa多忙により欠席！ 同僚を調教して2代目にしよう！」 #303「ARuFaのお誕生日会をしよう！（※恐山プレゼンツ）」 #328「ARuFa激務により欠席！今のうちに同僚と『CMに出る方法』を考えよう！」 イベント「ワイワイはっぴぃトークショー」（レジェンダリーグリーンマン役・偽ARuFa役） #433「足つぼサキュバスラジオ」 #470「欠席のARuFaが置いていったトークテーマで強制ラジオをしよう！」 |
| まきのゆうき   | #291「ラジオの台本をAIに書かせてその通りに収録しよう！」（ナレーションで出演） イベント「ワイワイはっぴぃトークショー」（AI台本企画のナレーションで出演） |

外部ゲスト
| ゲスト              | 放送日                                                        |
| ------------------- | ------------------------------------------------------------- |
| 月ノ美兎            | #113「初の外部ゲストを呼ぼう！ バーチャルYoutuber月ノ美兎！」 |
| ARuFaの弟(次男くん) | #175「久々の外部ゲストを呼ぼう！『ARuFaの弟』登場！」         |
| 上坂すみれ          | #304「外部ゲストをラジオに呼ぼう！声優・上坂すみれ！」        |
| 有名ゲスト、僕、私  | ラジオCD「～ぶどうゼリーの章～」                              |
| 星野源              | #422「外部ゲストを呼んでみよう！ゲスト『星野源』」            |

## 出来事
第200回目辺りからコロナウイルスの影響により、リモート収録がされる様になる。
2020年5月7日、それまで200回休まず毎週更新されていたが、ゴールデンウィークのため初めて放送休止になった。
匿名ラジオ4周年を記念して、アニメイトとのコラボフェアが2020年の8月14日から8月31日まで開催された。匿名ラジオのグッズが販売された他、対象店舗では限定のオリジナル音源が流された。
昔の企画をもう1度やり始めた為、番組が終了するのではないかと囁かれたが、#317の冒頭にてそれを否定した。

## 番組イベント
『ARuFa・恐山の匿名ラジオ 第100回記念イベント！』
番組100回放送を記念し、2018年5月27日、LOFT9 Shibuyaにて開催された。パーソナリティ2人による持ち込み企画や公開収録が行われた。途中のライブパートでは「ちょうどあいす」が披露された。イベントのダイジェストが公開されている。
『匿名ラジオイベント ～ワイワイはっぴぃトークショー～』
2022年8月28日、豊洲PITにて開催された。ARuFaの家を再現したセットが設置され、ラジオ内の人気企画を開催、舞台装置で遊ぶなどの企画が行われた。また、「ライブあり公開収録」という企画では公開収録風のトークに加え、匿名ラジオに関連する楽曲をパーソナリティの2人がステージで披露した。オープニング映像はバーグハンバーグバーグの編集スタッフである電気バチが製作した。12月20日にはオモコロストアにて、イベントの様子を収めたDVDが発売された。ただし、既存楽曲を歌ったシーンの音声は差し替えられている。

## 楽曲
ちょうどあいす
#88にて無い曲を作れるというARuFaの特技によって生まれた曲。ラーメンを食べに行った際、同僚のマンスーンが言った「今丁度アイス食いたいわ」という言葉の「ちょうどあいす」というフレーズがアニメ『けいおん!』の楽曲のタイトルっぽいことに着想を得て作られた。正式に作曲したものを自身のYouTubeに投稿すると、動画は話題を呼び、『けいおん!』の主人公・平沢唯の担当声優である豊崎愛生が「ちょうどあいす」をカバーした動画をYouTubeに投稿した。また、番組イベント「匿名ラジオ 第100回記念イベント」や「ワイワイはっぴぃトークショー」ではイベント内にてARuFaがちょうどあいすをライブ披露した。
冬の花火
#266にて花火は冬の方が良いのではないか？という会話の中で「冬の花火」というフレーズが曲のタイトルっぽいという話の流れで生まれた曲。イベント「ワイワイはっぴぃトークショー」ではプロの作曲家によって肉付けされたバージョンが製作され、パーソナリティの2人がライブ披露した。

## ラジオCD

### オモコロ スーパーラジオCD Vol.01
2020年7月7日にオモコロストアにて発売。Disc2にオリジナル音源「匿名ラジオの素敵なテーマソングを2人で作ってみよう！」が収録されている。

### 匿名ラジオCD vol.01 〜炎の章〜
2021年4月14日にオモコロストアにて発売。その後にデジタル版も発売された。

#### 収録内容
1. オープニング
2. 自分たちがMNKNするエピソードを考えてみよう！
3. 無いCM①
4. 相手の裏の顔をリークしろ！ ウソ音声流出バトル！
5. 無いCM②
6. 無いCM③
7. スタジオで『ASMR』に挑戦してみよう！
8. 無いCM④
9. 一番最初のラジオを4年越しに録り直そう！「キックボード」
10. エンディング

### 匿名ラジオCD Vol.2 〜ぶどうゼリーの章〜
2022年5月17日にオモコロストアにて発売。デジタル版も同時発売された。炎の章と同じく、撮り下ろし音源4本に加え、無いCMやおまけトラックも収録されている。最後は有名ゲストも登場した。
1. オープニング（01:14）
2. 授業のわからなかったところをARuFa先生に聞いてみよう！（16:39）
3. 無いCM①（00:26）
4. マンネリ打破！ランダムで決められた人物になりきって対談をしよう！（14:15）
5. 無いCM②（00:39）
6. 無いCM③（00:23）
7. 恐山ができそうなモノマネを模索してみよう！（15:01）
8. 無いCM④（01:05）
9. あの超有名なお方をゲストに招いてお話をしよう！（15:35）
10. エンディング（01:24）

### 匿名ラジオCD Vol.3 〜ボディプレスの里〜
2023年4月27日にオモコロストアにて発売。デジタル版も同時発売された。

#### 収録内容
1. オープニング（01:13）
2. 村長になって旅行者をビビらせたい！（12:11）
3. 無いCM①（00:29）
4. マジ本気オリキャラの披露会をしよう（21:42）
5. 無いCM②（00:46）
6. 無いCM③（00:40）
7. 挑戦！同時に全く同じ『ハモりツッコミ』はできるのか！？（13:46）
8. 無いCM④（00:44）
9. クイズ！〇〇をしながら収録してるのはどっちだ！？（17:27）
10. エンディング（01:41）

### オモコロ スーパーラジオCD ～ifの世界～
2023年12月12日にオモコロストアにて発売。Disc1に撮り下ろし音源「もしもオモコロが倒産したらどうする？！」が収録されている。

### 匿名ラジオCD vol.04 〜スリムもぐらの章〜
2024年8月27日にオモコロストアにて発売。デジタル版も同時発売された。

#### 収録内容
1. オープニング（01:36）
2. 新ジャンル！行かない工場見学！（20:45）
3. 無いCM Ⅰ（00:42）
4. ラジオを7年間続けてわかったことを言い合うぞ！（←8年でした）（14:55）
5. 無いCM Ⅱ（00:46）
6. 色々な職業ごとにどんな『悪夢』を見そうか想像してみよう！（13:43）
7. 無いCM Ⅲ（00:51）
8. このアイデアって違法？合法？弁護士に聞いてみよう！（16:44）
9. エンディング（01:34）

## その他
音声配信ソーシャルアプリ「REC.」では匿名ラジオ出張版が配信された。しかし、現在「REC.」はサービスを終了したため、聞く事は出来ない。